# Miss Guatemala
Miss Guatemala est un concours de beauté féminine, destiné aux jeunes femmes habitantes et de nationalité guatémaltèque.
La sélection permet de représenter le pays au concours de Miss Univers.

## Miss Guatemala
| Année | Miss Guatemala                       | Représentant   |
| ----- | ------------------------------------ | -------------- |
| 1955  | María del Rosario Molina Chacón      | Guatemala      |
| 1956  | Marta Ileana Garlinger Díaz          | Chiquimula     |
| 1957  | Ana Walda Olyslager                  | Guatemala      |
| 1958  | Maya Glinz                           | Guatemala      |
| 1959  | Rogelia Cruz Martínez                | Ciudad Capital |
| 1961  | Anabella Sáenz                       | Ciudad Capital |
| 1975  | Emy Elvia Abascal                    | Totonicapán    |
| 1976  | Blanca Alicia Montenegro             | Sololá         |
| 1978  | Claudia María Iriarte                | Quetzaltenango |
| 1979  | Michelle Marie Domínguez Santos      | Totonicapán    |
| 1980  | Lizabeth Iveth Martínez Noack        | Escuintla      |
| 1981  | Yuma Rossana Lobos Orellana          | Huehuetenango  |
| 1982  | Edith Suzanne Whitbeck Cain          | San Marcos     |
| 1983  | Berta Victoria Gonzales García       | Petén          |
| 1984  | Ilma Julieta Urrutia Chang           | Guatemala      |
| 1985  | Perla Elizabeth Prera Fruhwirth      | Chimaltenango  |
| 1986  | Christa Kalula Wellman Girón         | Progreso       |
| 1987  | María Isabel Flores Flores           | Chimaltenango  |
| 1988  | Silvia Mansilla Manrique             | Petén          |
| 1989  | Helka Lisbeth Cuevas Berganza        | Chiquimula     |
| 1990  | Marianela Amelia Abate               | Petén          |
| 1991  | Maria Lorena Palacios Montenegro     | Petén          |
| 1992  | Nancy Maricela Perez Hernández       | Chiquimula     |
| 1993  | Diana Lucrecia Galvan Flores         | Baja Verapaz   |
| 1994  | Katya Schoenstedt Briz               | Retalhuleu     |
| 1995  | Indira Lili Chinchilla Paz           | Quiché         |
| 1996  | Karla Hannelore Beteta Forkel        | Ciudad Capital |
| 1997  | Carol Anabella Aquino Bonilla        | Chiquimula     |
| 1998  | Astrid Gabriela Ramírez Apel         | Suchitepéquez  |
| 1999  | Monica María Penedo Klée             | Guatemala      |
| 2000  | Evelyn Liseth López Sandoval         | Quetzaltenango |
| 2001  | Rosa María Castañeda Aldana          | Chiquimula     |
| 2002  | Carina Maribel Velasquez Portillo    | Ciudad Capital |
| 2003  | Florecita de Jesus Cobián Azurdia    | Sacatepequez   |
| 2004  | Marva Cecilia Weatherborn Serrano    | Izabal         |
| 2005  | Aida Karina Estrada Abril            | Guatemala      |
| 2006  | Jackelinne Krimilda Piccinini Oten   | Petén          |
| 2007  | Alida María Boer Reyes               | Ciudad Capital |
| 2008  | Clara Jennifer Chiong Estrada        | Quetzaltenango |
| 2009  | Lourdes Figueroa Araujo              | Ciudad Capital |
| 2010  | Jessica Scheel                       | Ciudad Capital |
| 2011  | Alejandra Jose Barillas Solis        | Ciudad Capital |
| 2012  | Laura Beatriz Godoy Calle            | Ciudad Capital |
| 2013  | Andrea Paulette Samoya               | Ciudad Capital |
| 2014  | Ana Luisa Montufar                   | Ciudad Capital |
| 2015  | Fabiola Jeimmy Tahíz Aburto          | Ciudad Capital |
| 2016  | Virginia Alejandra Argueta Hernández | Jutiapa        |
| 2017  | Isel Aneli Suñiga Morfín             | San Marcos     |
| 2018  | Mariana Beatriz García Mejía         | Ciudad Capital |
| 2021  | Dannia Guevara Morfin                | San Marcos     |
| 2022  | Ivana Elizabeth Batchelor Batchelor  | Quetzaltenango |
| 2023  | Melanie Michelle Cohn Beck           | Ciudad Capital |
| 2024  | Ana Gabriela Villanueva Jolón        | Santa Rosa     |
| 2025  | Raschel Alexandra Paz Archila        | Ciudad Capital |

| Nombre de titres | Représente     | Années d'élection                                   |
| 09               | Ciudad Capital | 1959, 1961, 1996, 2002, 2007, 2009, 2011, 2023,2024 |
| 09               | Guatemala      | 1955, 1957, 1958, 1984, 1999, 2003, 2005, 2025      |
| 06               | Chiquimula     | 1956, 1989, 1992, 1997, 2001                        |
| 04               | Quetzaltenango | 1978, 2000, 2008, 2022                              |
| 02               | Chimaltenango  | 1985, 1987                                          |
| 02               | Totonicapán    | 1975, 1979                                          |
| 01               | Zacapa         | 2010                                                |
| 01               | Izabal         | 2004                                                |
| 01               | Suchitepéquez  | 1998                                                |
| 01               | Alta Verapaz   | 1997                                                |
| 01               | Quiché         | 1995                                                |
| 01               | Retalhuleu     | 1994                                                |
| 01               | Baja Verapaz   | 1993                                                |
| 01               | Progreso       | 1986                                                |
| 01               | San Marcos     | 1982                                                |
| 01               | Huehuetenango  | 1981                                                |
| 01               | Escuintla      | 1980                                                |
| 01               | Sololá         | 1976                                                |

## Pour Miss Univers

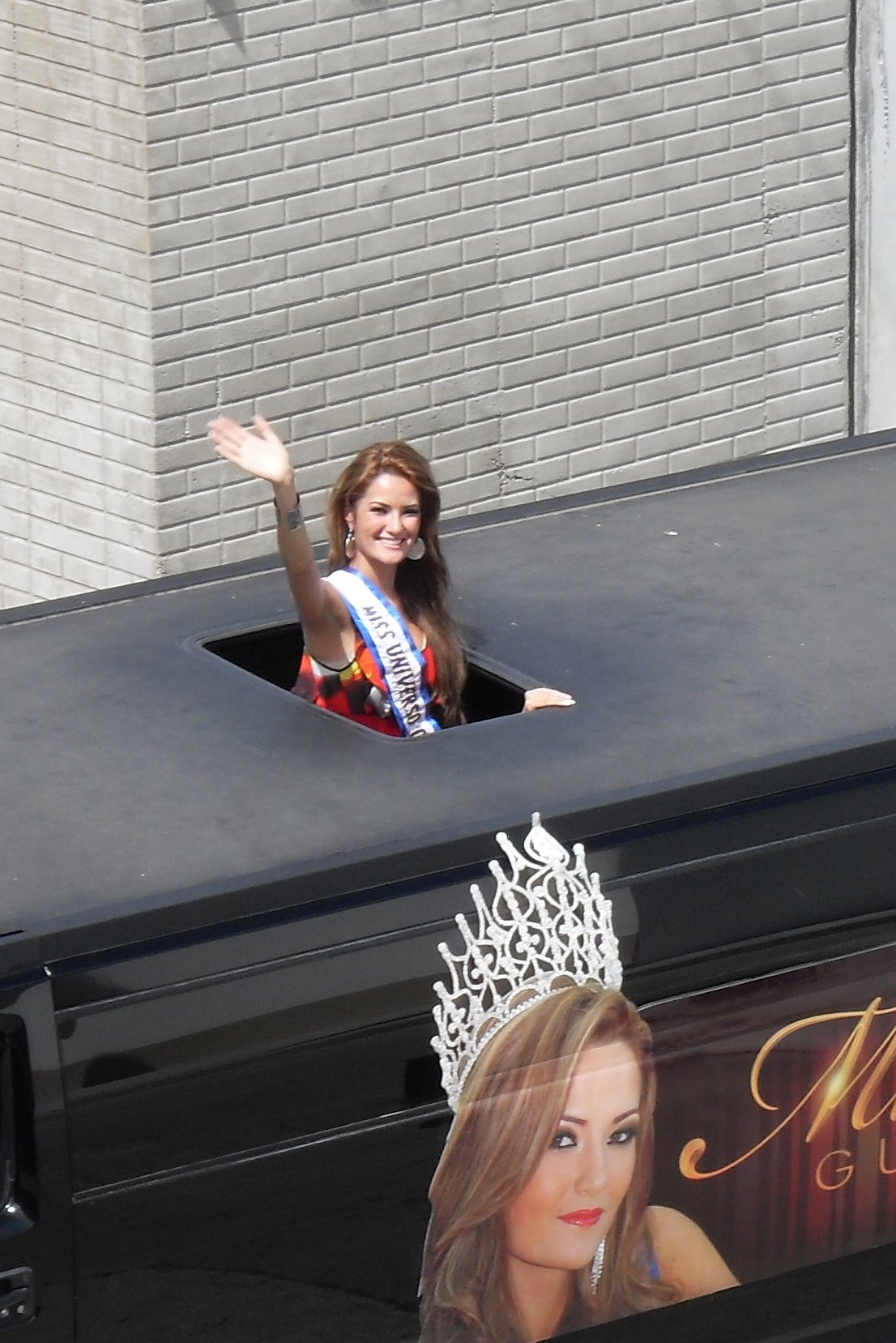
Lourdes Figueroa, Miss Guatemala 2009 and Miss World Guatemala 2011

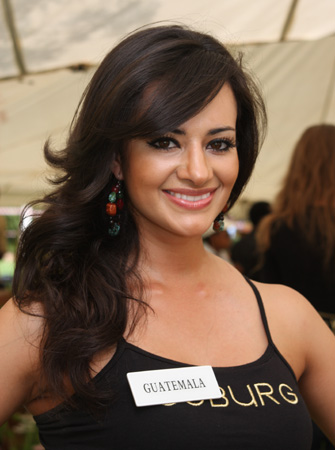
Maribel Arana, Miss World Guatemala 2008.

| Année | Miss Guatemala                       | Répresentant   | Rang à Miss Univers |
| ----- | ------------------------------------ | -------------- | ------------------- |
| 1955  | María del Rosario Molina Chacón      | Guatemala      | Top 15              |
| 1956  | Marta Ileana Garlinger Díaz          | Ciudad Capital |                     |
| 1957  | Ana Walda Olyslager                  | Guatemala      |                     |
| 1958  | Maya Glinz                           | Guatemala      |                     |
| 1959  | Rogelia Cruz Martínez                | Ciudad Capital |                     |
| 1961  | Anabella Sáenz                       | Ciudad Capital |                     |
| 1975  | Emy Elvia Abascal                    | Totonicapán    |                     |
| 1976  | Blanca Alicia Montenegro             | Sololá         |                     |
| 1978  | Claudia María Iriarte                | Quetzaltenango |                     |
| 1979  | Michelle Marie Domínguez Santos      | Totonicapán    |                     |
| 1980  | Lizabeth Iveth Martínez Noack        | Escuintla      |                     |
| 1981  | Yuma Rossana Lobos Orellana          | Huehuetenango  |                     |
| 1982  | Edith Suzanne Whitbeck Cain          | San Marcos     |                     |
| 1983  | Berta Victoria Gonzales García       | Petén          |                     |
| 1984  | Ilma Julieta Urrutia Chang           | Guatemala      | Top 10              |
| 1985  | Perla Elizabeth Prera Fruhwirth      | Chimaltenango  |                     |
| 1986  | Christa Kalula Wellman Girón         | Progreso       |                     |
| 1987  | María Isabel Flores Flores           | Chimaltenango  |                     |
| 1988  | Silvia Mansilla Manrique             | Petén          |                     |
| 1989  | Helka Lisbeth Cuevas Berganza        | Guatemala      |                     |
| 1990  | Marianela Amelia Abate               | Petén          |                     |
| 1991  | Maria Lorena Palacios Montenegro     | Petén          |                     |
| 1992  | Nancy Maricela Perez Hernández       | Petén          |                     |
| 1993  | Diana Lucrecia Galvan Flores         | Baja Verapaz   |                     |
| 1994  | Katya Schoenstedt Briz               | Retalhuleu     |                     |
| 1995  | Indira Lili Chinchilla Paz           | Quiché         |                     |
| 1996  | Karla Hannelore Beteta Forkel        | Ciudad Capital |                     |
| 1997  | Carol Anabella Aquino Bonilla        | Alta Verapaz   |                     |
| 1998  | Astrid Gabriela Ramírez Apel         | Suchitepéquez  |                     |
| 1999  | Monica María Penedo Klée             | Guatemala      |                     |
| 2000  | Evelyn Liseth López Sandoval         | Quetzaltenango |                     |
| 2001  | Rosa María Castañeda Aldana          | Jutiapa        |                     |
| 2002  | Carina Maribel Velasquez Portillo    | Ciudad Capital |                     |
| 2003  | Florecita de Jesus Cobián Azurdia    | Guatemala      |                     |
| 2004  | Marva Cecilia Weatherborn Serrano    | Izabal         |                     |
| 2005  | Aida Karina Estrada Abril            | Guatemala      |                     |
| 2006  | Jackelinne Krimilda Piccinini Oten   | Petén          |                     |
| 2007  | Alida María Boer Reyes               | Ciudad Capital |                     |
| 2008  | Clara Jennifer Chiong Estrada        | Quetzaltenango |                     |
| 2009  | Lourdes Figueroa Araujo              | Ciudad Capital |                     |
| 2010  | Jessica María Scheel Noyola          | Retalhuleu     | Top 10              |
| 2011  | Alejandra José Barrillas Solís       | Zacapa         |                     |
| 2012  | Laura Beatriz Godoy Calle            | Ciudad Capital |                     |
| 2013  | Andrea Paullete Samayoa              | Ciudad Capital |                     |
| 2014  | Ana Luisa Montufar                   | Ciudad Capital |                     |
| 2015  | Fabiola Jeimmy Tahíz Aburto          | Ciudad Capital |                     |
| 2016  | Virginia Alejandra Argueta Hernández | Jutiapa        |                     |
| 2017  | Isel Aneli Suñiga Morfín             | San Marcos     |                     |
| 2018  | Mariana Beatriz García Mejía         | Ciudad Capital |                     |
| 2021  | Dannia Guevara Morfin                | San Marcos     |                     |
| 2022  | Ivana Elizabeth Batchelor Batchelor  | Quetzaltenango |                     |
| 2023  | Michelle Cohn Bech                   | Ciudad Capital |                     |
| 2024  | Ana Gabriela Villanueva Jolón        | Santa Rosa     |                     |

### Pour Miss Monde
| Year | Contestant                            | Represented    | Placement at Miss World |
| ---- | ------------------------------------- | -------------- | ----------------------- |
| 1976 | Marta Elisa Tirado Richardson         | Quetzaltenango |                         |
| 1979 | Michelle Marie Dominguez Santos       | Totonicapán    |                         |
| 1980 | Lizabeth (Ligia) Iveth Martinez Noack | Escuintla      |                         |
| 1981 | Beatriz Bojorquez Palacios            | Ciudad Capital |                         |
| 1982 | Edith Suzanne Whitbeck Cain           | San Marcos     |                         |
| 1983 | Hilda Mansilla Manrique               | Ciudad Capital |                         |
| 1984 | Carla Giovanna Aldana Fontana         | Sacatepéquez   |                         |
| 1985 | Maricela Luna Villacorta              | Jalapa         |                         |
| 1986 | Sonia Schoenstedt Briz                | Santa Rosa     |                         |
| 1987 | Mabel Daniza Hernandez Gutíerrez      | Sacatepéquez   |                         |
| 1988 | Mariluz Aguilar Rivas                 | Sacatepéquez   |                         |
| 1989 | Rocio Lerma de la Vega                | Guatemala      |                         |
| 1990 | María del Rosario Pérez Aguilar       | Guatemala      |                         |
| 1991 | Marlyn Lorena Magaña Ramirez          | Guatemala      |                         |
| 1992 | Ana María Johanis                     | Totonicapán    |                         |
| 1993 | Maria Lucrecia Flores Flores          | Alta Verapaz   |                         |
| 1994 | Sonia Maria Rosales Vargas            | Ciudad Capital |                         |
| 1995 | Sara Elizabeth Sandoval Villatoro     | Ciudad Capital |                         |
| 1996 | Maria Gabriela Rosales Castellaños    | Zacapa         |                         |
| 1997 | Lourdes Mabel Valencia Bobadilla      | Baja Verapaz   |                         |
| 1998 | Glenda Iracema Cifuentes Ruiz         | Ciudad Capital |                         |
| 1999 | Ana Beatriz González Scheel           | Huehuetenango  |                         |
| 2000 | Cindy Margó Ramirez Lemus             | Chimaltenango  |                         |
| 2003 | Jennifer Dulce María Duarte Hernández | Chiquimula     |                         |
| 2005 | María Inés Gálvez Close               | Chiquimula     |                         |
| 2006 | Jackelinne Krimilda Piccinini Oten    | Petén          |                         |
| 2007 | Hamy Nataly Tejeda Funes              | Guatemala      |                         |
| 2008 | Ana Maribel Arana Ruiz                | Guatemala      |                         |
| 2009 | Alida María Boer Reyes                | Ciudad Capital |                         |
| 2010 | Ana Lucía Mazariegos Florentino       | Sacatepéquez   |                         |
| 2011 | Lourdes Figueroa Araujo               | Ciudad Capital | Top 30                  |
| 2012 | Monique Georgette Aparicio            | Quetzaltenango | Top 30                  |
| 2013 | Karla Loraine Quinto                  | Guatemala      |                         |
| 2014 | Keyla Bermúdez                        | Guatemala      |                         |
| 2015 | María José Larrañaga                  | Guatemala      |                         |
| 2016 | Melanie Espina                        | Guatemala      |                         |
| 2017 | Virginia Argueta                      | Jutiapa        | Top 40                  |
| 2018 | Elizabeth Gramajo                     | Guatemala      |                         |
| 2019 | Dulce María Ramos García              | Cuilapa        |                         |

### Miss Guatemala Internacional
| Year | Contestant                      | Represented    | Placement at Miss International |
| ---- | ------------------------------- | -------------- | ------------------------------- |
| 1961 | Ileana Polasek Alzamora         | Quetzaltenango |                                 |
| 1971 | Doris Laurice Azurdia           | Quetzaltenango |                                 |
| 1984 | Ilma Julieta Urrutia Chang      | Guatemala      | Miss International 1984         |
| 1985 | Perla Liseth Prera Fruhwirth    | Chimaltenango  |                                 |
| 1990 | Marianela Amelia Abate          | Petén          |                                 |
| 1991 | Gloria Elizabeth Comparini      | Izabal         |                                 |
| 1992 | Narcy Marisela Pérez Hernández  | Petén          |                                 |
| 1993 | Diana Lucrecia Galván Flores    | Baja Verapaz   | Semifinalist                    |
| 1994 | Vivian Mariela Castañeda Aldana | Alta Verapaz   |                                 |
| 1995 | Indira Lili Chinchilla Paz      | Quiché         |                                 |
| 1996 | Karla Haneloren Beteta Forkel   | Ciudad Capital |                                 |
| 1997 | Glenda Iracema Cifuentes Ruiz   | Ciudad Capital |                                 |
| 1999 | Gladys Marisol Alvarado Quiroz  | Chiquimula     |                                 |
| 2000 | Yasmin Alicia Di Maio Bocca     | Guatemala      |                                 |
| 2001 | Rosa María Castañeda Aldana     | Jutiapa        |                                 |
| 2002 | Evelyn Suceth Arriaga Marroquín | Suchitepéquez  |                                 |
| 2003 | Ana Pamela Díaz Prado           | Santa Rosa     |                                 |
| 2006 | Mirna Lissy Salguero Moscoso    | Santa Rosa     |                                 |
| 2007 | Alída María Boer Reyes          | Ciudad Capital |                                 |
| 2008 | Wendy Karina Alvizures Del Cid  | Chimaltenango  |                                 |
| 2010 | Claudia Adriana García Álvarez  | Chimaltenango  |                                 |
| 2011 | Karen Lucrecia Remón Caceros    | Santa Rosa     |                                 |
| 2012 | Christa García                  | Guatemala      | TBA                             |